# Kościół św. Michała Archanioła w Gnieźnie
Kościół św. Michała Archanioła w Gnieźnie – fundowany w XIII, obecny kościół z początku XV w., restaurowany po 1613, przebudowany w latach 1811–1815, wieża neobarokowa z 1900, według projektu Knothego, w bryle gotycki, trzynawowy, halowy. Kościół wraz z nieistniejącymi obecnie dwoma kościołami św. Mikołaja i św. Ducha należał do dawnego przedmieścia Wójtostwo.
Wewnątrz znajduje się chrzcielnica gotycka w kształcie kielicha z piaskowca, krucyfiks z I poł. XVI w. W prezbiterium charakterystyczne są dołki wiercone w cegle oraz sklepienie krzyżowo-żebrowe, łuk tęczowy gotycki. Na żebrach sklepienia, tęczy, wspornikach i zwornikach dekoracja rzeźbiarska ze sztucznego kamienia ze scenami myśliwskimi. Na wieży znajdują się trzy dzwony: jeden z 1820, dwa z 1838. Chór muzyczny wsparty jest na dwóch kolumnach pochodzących z XIX w. Ołtarz główny barokowy z XVIII w. Witraże w prezbiterium z 1892. Tabernakulum drewniane, podbite blachą alfenidową i posrebrzane. Mieści się na wzgórzu Zbarskim przy ul. Wyszyńskiego. Obecnie przy kościele istnieje Parafia św. Michała Archanioła w Gnieźnie.